# Каньон холодных сердец
«Каньон Холодных Сердец» (англ. Coldheart Canyon) — роман-бестселлер 2001 года английского писателя Клайва Баркера. Роман-фэнтези разворачивает апокалиптическую картину преддверия ада, когда его главный герой, голливудская кинозвезда Тодд Пикетт, оказывается в доме, расположенном в каньоне Холодных Сердец.